# HD 195066
HD 195066，又名BD+56 2421，SAO 32590、HR 7827，是一颗恒星，视星等为6.36，位于銀經92.13，銀緯10.59，其B1900.0坐标为赤經20h 23m 58.5s，赤緯+56° 10.59′ 32″。